# Centrale nucléaire de Virgil Summer
La centrale nucléaire de Virgil C. Summer est située près de Jenkinsville dans le comté de Fairfield en Caroline du Sud (États-Unis).

## Description
La centrale nucléaire de Virgil Summer dispose d'un réacteur à eau pressurisée (REP) construit par Westinghouse et fournissant 986 MWe. Celui-ci a été mis en service en 1982 pour 40 ans, puis 60 ans (jusqu'en 2042). La source de refroidissement provient du réservoir Monticello qui alimente une unité de pompage.
L'exploitant est la compagnie South Carolina Electric & Gas Company qui est une filiale de SCANA et qui est également propriétaire aux deux tiers de la centrale. Le complément des parts appartient à l'Autorité de service public de la Caroline du Sud.

Ce site héberge aussi un réacteur de recherche désaffecté, le CVTR (Carolinas-Virginia Test Reactor)

### Projet d'extension abandonné

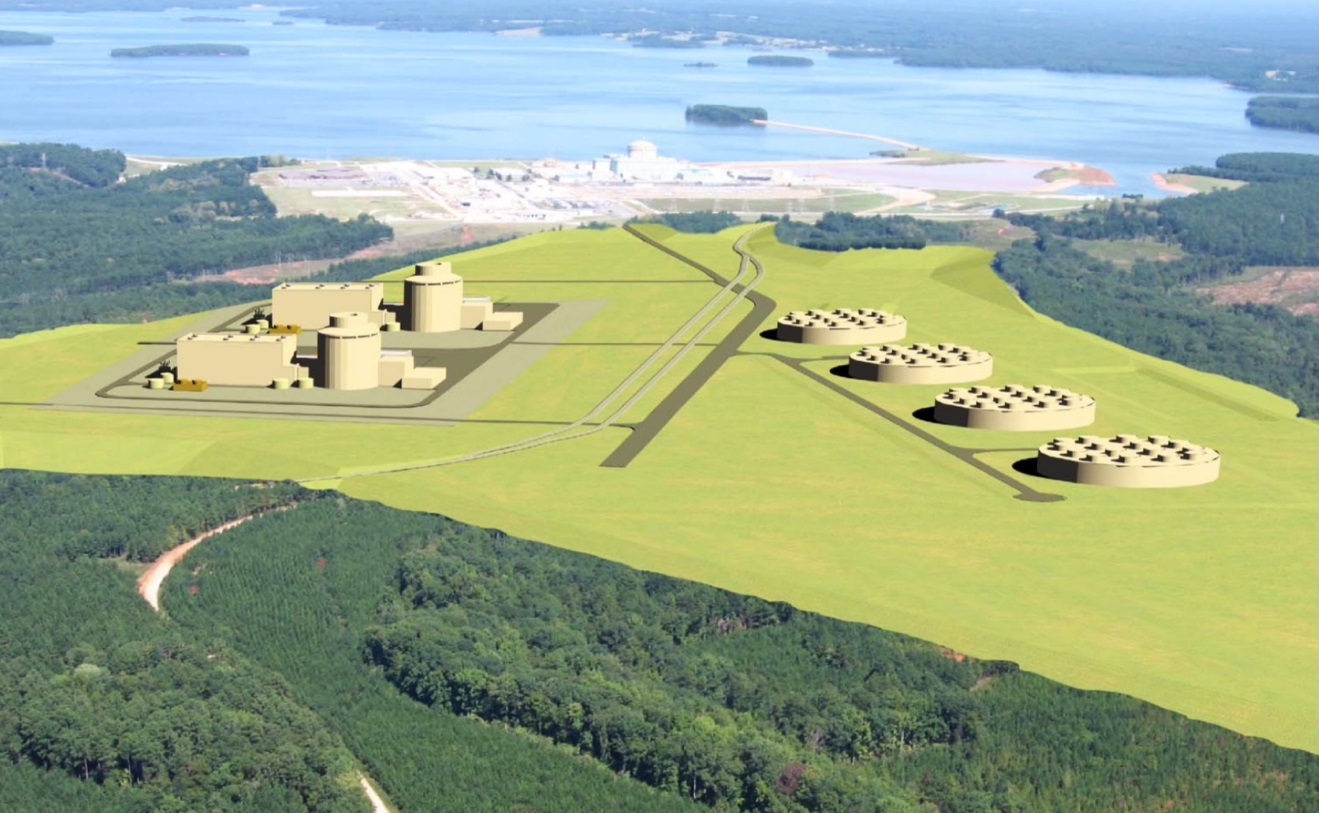
Vue d'artiste des nouvelles unités AP1000 projetées.

Une demande est faite en 2006 auprès de la commission de réglementation nucléaire des États-Unis pour construire sur ce site un deuxième et éventuellement un troisième réacteur du même type.
Le 30 mars 2012, la commission de réglementation nucléaire des États-Unis autorise la construction de deux réacteurs AP1000 dont la mise en service est alors prévue pour 2017 et 2018.
En août 2015, Areva signe un contrat avec South Carolina Electric and Gas pour fabriquer un couvercle intégré qui sera installé au-dessus de la cuve d'un réacteur nucléaire avant 2017.
Le 31 juillet 2017, les compagnies d'énergies à l'origine du projet (Santee Cooper (en) et South Carolina Electric & Gas - SCE&G) annoncent son abandon en raison d'une explosion des coûts de construction, laquelle a d'ailleurs contribué à la faillite de Westinghouse.